# Let-fluevægt
Let-fluevægt er betegnelsen for en vægtklasse, der benyttes indenfor boksning. Let-fluevægt er placeret under fluevægt og var ved sin introduktion den letteste vægtklasse. I dag benyttes i professionel boksning en endnu lettere vægtklasse, stråvægt. 
I professionel boksning er vægtgrænsen for let-fluevægt 108 engelske pund (48,988 kg). I amatørboksning er vægtgrænsen 49 kg, men var ved introduktionen 48 kg (senere forhøjet til de nuværende ved introduktionen af stråvægt).
Let-fluevægt er en forholdsvis ny vægtklasse. Noget usædvanligt blev vægtklassen først introduceret i amatørboksningen. Vægtklassen var på det olympiske program første gang ved Sommer-OL 1968, hvor Francisco Rodriguez fra Venezuela blev den første olympiske mester i klassen. 
Samme år var let-fluevægt på programmet første gang ved amatør DM i Danmark. Den ganske beskedne vægt har medført, at der siden 1989 kun er kåret én dansk seniormester i klassen, nemlig Nebil Yiman i 2003. 
Første professionelle VM-kamp i let-fluevægt blev afholdt 4. april 1975, hvor den europæiske mester i fluevægt Franco Udella besejrede Valentin Martinez, og derved blev den første verdensmester i klassen. 4 måneder efter vandt Jaime Rios WBA-versionen af verdensmesterskabet. Bortset fra Franco Udella har let-fluevægtstitlen i de større forbund eksklusivt tilhørt boksere fra Asien og Latinamerika. Det europæiske bokseforbund EBU anerkender ikke klassen. 